# Antarcturus johnstoni
Antarcturus johnstoni är en kräftdjursart som beskrevs av Hale 1946. Antarcturus johnstoni ingår i släktet Antarcturus och familjen Antarcturidae. Inga underarter finns listade i Catalogue of Life.